# Ronde de l'Isard d'Ariège 2009
La Ronde de l'Isard 2009 a eu lieu du 21 au 24 mai 2009. La course est inscrite au calendrier de l'UCI Europe Tour 2009.

## Classements des étapes
| Étape     | Date   | Villes étapes                 | km           | Vainqueur d'étape    | Leader du classement général |
| 1re étape | 21 mai | Alan                          | 7,8 km (CLM) | Jonathan Castroviejo | Jonathan Castroviejo         |
| 2e étape  | 22 mai | St-Girons - Monts d'Olmes     | 158 km       | Peter Stetina        | Alexandre Geniez             |
| 3e étape  | 23 mai | Lavelanet - Plateau de Beille | 143,4 km     | Romain Sicard        | Alexandre Geniez             |
| 4e étape  | 24 mai | Luzenac - St-Girons           | 13,2 km      | Julien Bérard        | Alexandre Geniez             |

## Classement général final
| 1.  | Alexandre Geniez     | VC La Pomme Marseille   | en | 11 h 29 min 43 s |
| 2.  | Jonathan Castroviejo | Orbea                   | +  | 1 min 17 s       |
| 3.  | Yoann Barbas         | Albi Vélo Sport         |    | 1 min 33 s       |
| 4.  | Thomas Damuseau      | Chambéry CF             |    | 2 min 39 s       |
| 5.  | Silbrecht Pieters    | JVB                     |    | 2 min 54 s       |
| 6.  | Peter Stetina        | États-Unis              |    | 3 min 05 s       |
| 7.  | Dmitry Ignadev       | Russie                  |    | 4 min 09 s       |
| 8.  | Frederik Verkinderen | JVB                     |    | 4 min 13 s       |
| 9.  | Nicolas Schnyder     | Chambéry CF             |    | 4 min 31 s       |
| 10. | Julien Bérard        | Chambéry CF             |    | 4 min 46 s       |
| 11. | Petr Ignatenko       | Katyusha Continental    |    | 5 min 05 s       |
| 12. | Nicolas Capdepuy     | Entente Sud Gascogne    |    | 5 min 08 s       |
| 13. | Steve Bekaert        | Beveren 2000 Quick Step |    | 5 min 51 s       |
| 14. | Romain Hardy         | Côtes d'Armor           |    | 6 min 12 s       |
| 15. | Romain Sicard        | Orbea                   |    | 6 min 17 s       |

## Évolution des classements
| Étapes (Vainqueur)                    | Classement général   | Classement de la montagne | Classement des sprints | Classement des jeunes | Classement par équipes |
| ------------------------------------- | -------------------- | ------------------------- | ---------------------- | --------------------- | ---------------------- |
| Première étape (Jonathan Castroviejo) | Jonathan Castroviejo | Jonathan Castroviejo      | Jonathan Castroviejo   | Thomas Damuseau       | Russie                 |
| Deuxième étape (Peter Stetina)        | Alexandre Geniez     | Alexandre Geniez          | Alexandre Geniez       | Thomas Damuseau       | VC La Pomme Marseille  |
| Troisième étape (Romain Sicard)       | Alexandre Geniez     | Alexandre Geniez          | Alexandre Geniez       | Thomas Damuseau       | Chambéry CF            |
| Quatrième étape (Julien Bérard)       | Alexandre Geniez     | Alexandre Geniez          | Alexandre Geniez       | Thomas Damuseau       | Chambéry CF            |
|                                       | Alexandre Geniez     | Alexandre Geniez          | Alexandre Geniez       | Thomas Damuseau       | Chambéry CF            |